# Svetlana Khokhlova
Pour les articles homonymes, voir Khokhlova.
Cet article concerne une nageuse biélorusse. Pour la plongeuse russe, voir Svetlana Timoshinina.
Svetlana Anatolyevna Khokhlova (biélorusse : Светлана Анатольевна Хохлова) est une nageuse biélorusse née le 2 octobre 1984 à Minsk.
Aux Championnats d'Europe de natation, elle est médaillée d'argent en 2004 en 50 mètres nage libre et médaillée de bronze en 2008 en 50 mètres papillon.
Aux Championnats d'Europe de natation en petit bassin, elle est médaillée d'argent en relais 4x50 mètres nage libre en 2002, médaillée de bronze en 100 mètres quatre nages en 2006, médaillée de bronze en 50 mètres papillon en 2011 , médaillée de bronze en 4×50 mètres nage libre en 2012 et médaillée de bronze en 4×50 mètres quatre nages en 2015.
Elle participe aux Jeux olympiques d'été de 2004, 2008 et 2012.